# Jurenák Károly
Jurenák Károly, sultzi, dr. (német: Karl von Jurenak, szlovák: Karol Jurenák, Pozsony, 1822. május 23. – Pozsony, 1911. január 16.) budapesti ügyvéd, a Franklin Irodalmi és Nyomdai Rt.  választmányi tagja, a pesti nagykereskedői testület tollnoka.

## Családja
Francia származású nemesi család gyermekeként született. Apja Jurenák Ádám pozsonyi nagykereskedő, a városi tanács tagja, anyja Rupp Ludmilla, ehrestrohmi Rupp Ignác német lovag lánya. Bátyja Jurenák Anton pozsonyi nagykereskedő.

## Munkássága
Jurenák fiatalon került Budapestre, ahol iskolái után ügyvédi irodát alapított, ami a csődeljárásokra szakosodott. 1847-ben, 25 éves korában, már ő vezette a pesti Walko C.D. cég elleni eljárást.  Ezt az esetet még sok további követte. A ötvenes évek végétől magánszemélyeket is képviselt. 
1848-ban a Kossuth Lajos által vezetett Pénzügyminisztérium országos főszámvevőségi osztályának fogalmazói segédeként dolgozott Weisz Bernát Ferenc főnöksége alatt. 
Ügyvédi irodáját 1871-ben adta át dr. Lovik Adolf  (1830–1883) jogtudós, Lovik Károly író apja.
Jurenák Károly a budapesti közéletben több területen is aktívan kivette a részét. A nagykereskedők testületében 1853-ban vált tollnokká. Hivatalát 1876-ig látta el. Munkájáról a testület így emlékezik meg:

„
Jurenák Károly, 
 ki huszonhárom éven át vitte e tisztet, 
 nehéz időkben is sok odaadást tanúsítva, 
  lemondott, mivel Pozsonyba költözött. 
 A testület sajnálkozását fejezte ki eltávozása fölött.”

### Tagságai
- 1853-ban a Budapesti Nagykereskedő Testület ügyészévé választották, ezt a feladatát 1876-ig látta el.
- 1859-ben bizottmányi tagja az Evangélikus Árvákat Gyámolító-Egyletnek.[6]
- 1867. május 16-án került bejegyzésre az Első Budapesti Gőzmalmi Részvénytársaság, a 8 fős választmány Jurenákot választotta meg a bejegyzés előtt elnökül.[7]
- Alapító és igazgatósági tagja volt a Magyar Leszámítoló és Pénzváltó Banknak 1869-től 1872-ig.[8]
- 1870-től a Magyar Jelzálog Hitelbank igazgatósági tagja.[9]

Jurenák a Franklin Irodalmi és Nyomdai Rt. választmányi tagja, majd később az 1873-ban megalapult részvénytársaság, a Franklin Társulat Irodalmi Intézet 9 fős igazgatósági tanácsának tagja. Együtt olyan ismert tagokkal, mint Ballagi Mór, Eötvös Loránd, Gyulai Pál, illetve Arany László. A társulati tagságból 1875-ben köszönt le. Székét dr. Takács Lajos vette át.

### Magánélete
1853-ban házasodott a német Maria Schindler von Kunewalddal. Egy fiuk és három lányuk született. Dr. Jurenák István, miniszteri titkár, Ludmilla, Mária (1859–1861), aki kétévesen elhunyt és Mária (1863–1907)
Jurenák Károly barátságban állt a nála 11 évvel fiatalabb Johannes Brahmssal és Volkmann Róberttel, aki Die drei Serenaden für Streichorchester-t neki szentelte.

## Halála

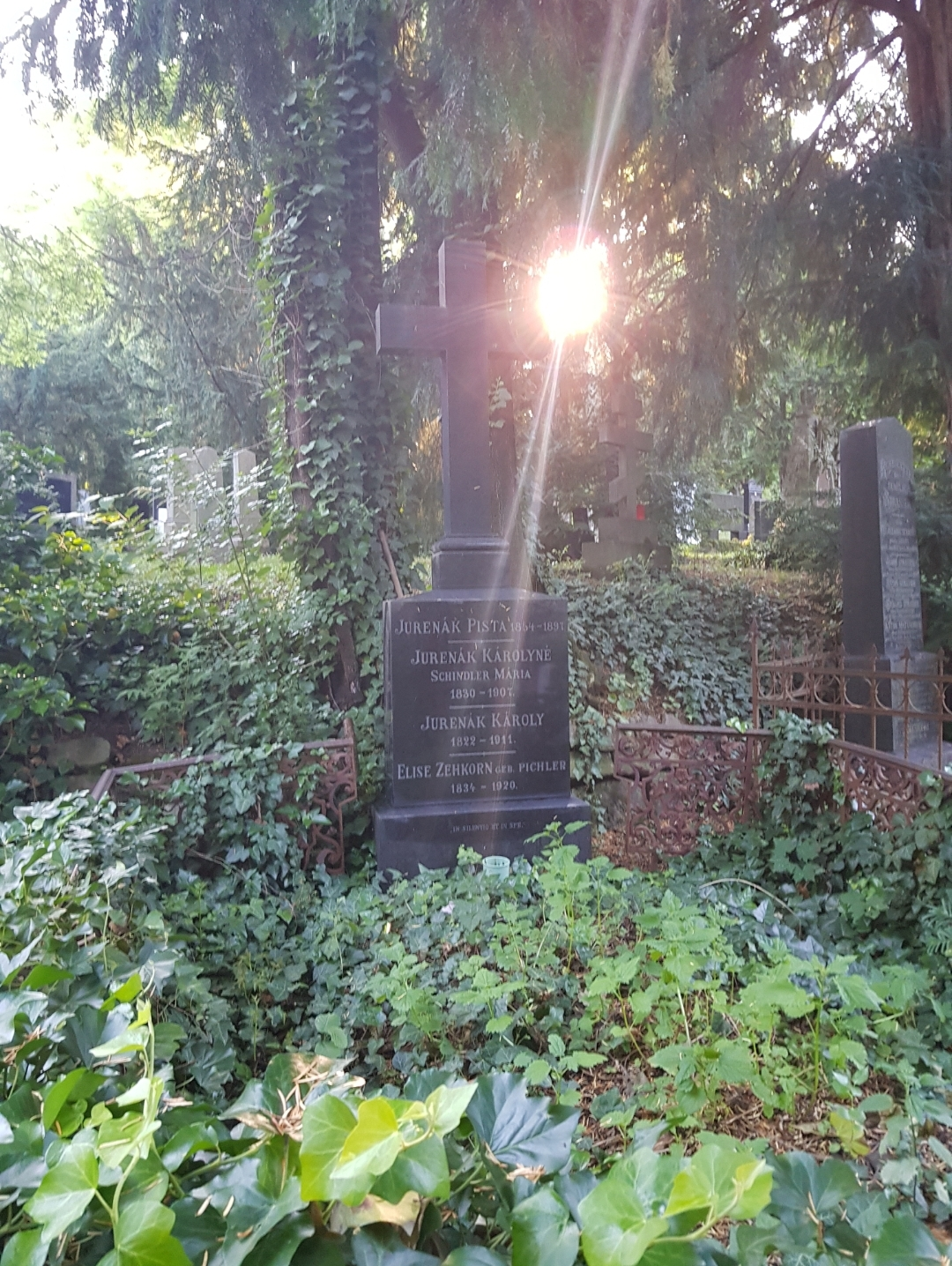
Jurenák Károly sírja

Jurenák Károly 1911. január 16-án hosszú betegséget követően hunyt el Pozsonyban. A családi Jurenák-kriptában nyugszik.